# Estádio de Antália
O Estádio de Antália (em turco, Antalya Stadyumu) é um estádio multiuso recém-construído na cidade de Antália, na Turquia, oficialmente inaugurado em 2015 com capacidade para receber até 32 539 espectadores .
É atualmente a casa onde o Antalyaspor manda seus jogos oficiais, substituindo o demolido Akdeniz Üniversitesi Stadyumu, que tinha capacidade para receber apenas 7 083 espectadores.

## Infraestrutura
O edifício com 87.000 m² apresenta um formato singular: apesar de apresentar o layout retangular clássico muito comum em estádios de futebol, ele foi construído dentro de um círculo perfeito. Essa combinação incomum resultou em suportes nas extremidades dispostos em 4 pisos.
Três entradas superiores com 5 ou 6 corredores cada dispostas uma sobre as outras tornam o estádio único em sua configuração de assentos. Dito isso, camarotes (cerca de 40 no total) foram colocados tradicionalmente nas laterais, entre os principais pisos do estádio.
O telhado cobre não apenas as arquibancadas, mas também as dependências presentes atrás delas no piso superior. De lá, os fãs do extremo sul têm uma bela vista do Mar Mediterrâneo e dos hotéis construídos ao redor do estádio. A superfície total da cobertura é de 16.000 m², dos quais 75% são cobertos por painéis solares fotovoltaicos. Existem cerca de 6.000 baterias únicas no telhado, gerando 7.200 kWh por dia. Isso o torna o primeiro estádio movido a energia solar do país.